# Jiří V.
Jiří V. (anglicky George V.), celým jménem Jiří Bedřich Arnošt Albert (anglicky George Frederick Ernest Albert 3. červen 1865 – 20. leden 1936) byl král Spojeného království a britských dominií a indický císař od 6. května 1910 až do své smrti v roce 1936. 
Narodil se za vlády své babičky královny Viktorie jako druhý syn Alberta Eduarda, prince z Walesu. Byl třetím v linii následnictví britský trůn za svým otcem a starším bratrem, princem Albertem Viktorem. Od roku 1877 do roku 1892 sloužil v britském královském námořnictvu, dokud ho nečekaná smrt jeho staršího bratra na začátku roku 1892 nepostavila do přímé linie následnictví trůnu. Následující rok se oženil se snoubenkou svého bratra, princeznou Viktorií Marií z Tecku. Společně měli šest dětí. Po smrti královny Viktorie v roce 1901 nastoupil na trůn jeho otec jako Eduard VII. a Jiří se stal princem z Walesu. Po smrti svého otce v roce 1910 se stal králem a císařem. 
Jiřího vláda viděla rozmach socialismu, komunismu, fašismu, irského republikanismu a indického hnutí za nezávislost, které všechny radikálně změnily politickou scénu Britského impéria, které samo dosáhlo svého územního vrcholu začátkem 20. let 20. století. Parlamentní zákon z roku 1911 stanovil nadřazenost volené britské Dolní sněmovny nad nevolenou Sněmovnou lordů. V důsledku první světové války (1914–1918) padly říše jeho bratranců Mikuláše II. Ruského a Viléma II. Německého, zatímco ve stejný čas Britské impérium expandovalo do svého největšího efektivního rozsahu. V roce 1917 se Jiří stal prvním panovníkem rodu Windsorů, když v důsledku protiněmeckých nálad veřejnosti přejmenoval svůj rod, jenž původním jménem Sasko-Kobursko-Gothajských.
Jiří trpěl zdravotními problémy souvisejícími s kouřením po většinu své pozdější vlády. Po jeho smrti v lednu 1936 jej vystřídal jeho nejstarší syn Eduard VIII. Eduard abdikoval v prosinci téhož roku a panovníkem se stal jeho mladší bratr Albert, který přijal královské jméno Jiří VI.

## Mládí

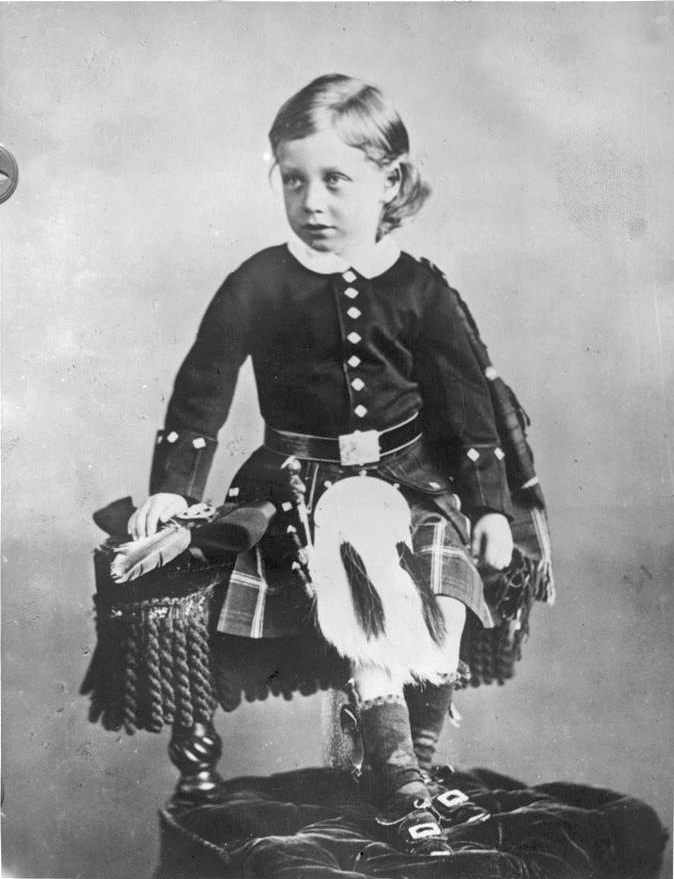
Jiří v dětství

Narodil se 3. června 1865 v Marlborough House v Londýně jako druhý nejstarší syn Eduarda, prince waleského (pozdějšího krále Eduarda VII.), a jeho manželky Alexandry Dánské. Vzhledem k tomu, že měl staršího bratra, neočekávalo se, že by se měl někdy stát králem.
Jeho bratr Albert byl jen o sedmnáct měsíců starší a tak byli oba princové vychováváni společně. Od roku 1877 strávili nějaký čas na výcvikové lodi Brittania v Dartmouthu. Od roku 1879 oba bratři sloužili tři roky na lodi Bacchante. Na této lodi procestovali různé kolonie Britského impéria v Karibiku, Jižní Africe a Austrálii a navštívili Jižní Ameriku, Středozemní moře, Egypt a Dálný východ. Po návratu se bratři rozdělili. Albert začal navštěvovat Trinity College v Cambridgi, zatímco Jiří dále pokračoval ve službě u královského námořnictva.

## Manželství

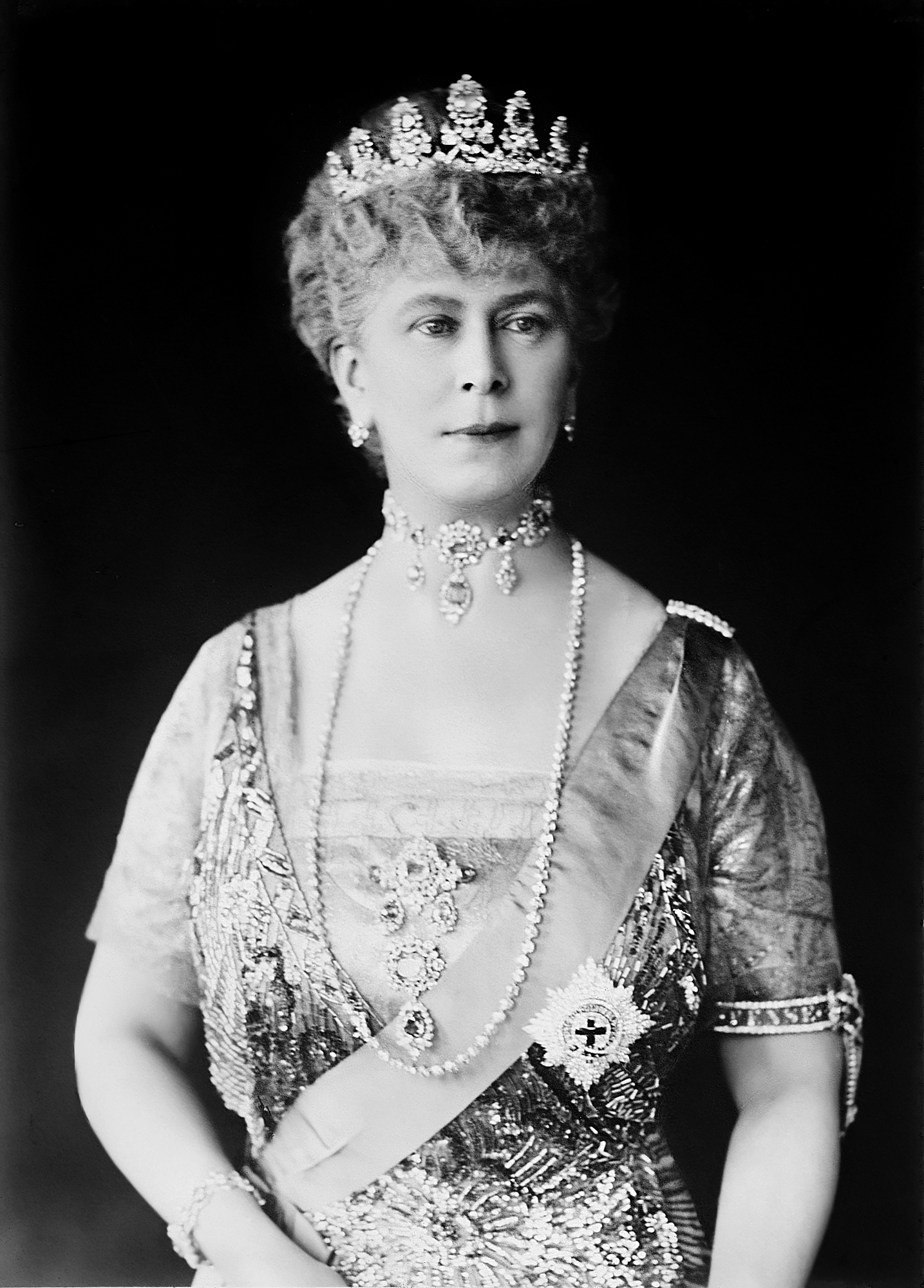
Oficiální portrét Jiřího manželky Marie z Tecku

Jako mladý muž a námořník sloužil delší dobu pod velením svého strýce prince Alfréda, vévody z Edinburghu, na Maltě. Zde se zamiloval do jeho dcery a své sestřenice Marie z Edinburghu. Jeho babička, otec i strýc s tímto vztahem souhlasili, ale obě matky byly proti. Na nátlak své matky Marie Jiřího nabídku odmítla a později se stala královnou Rumunska.
Roku 1891 se jeho starší bratr Albert zasnoubil se svou druhou sestřenicí Marií z Tecku. Nicméně Albert po půl roce zemřel na zápal plic a tak se stal následníkem britského trůnu princ Jiří. Tato skutečnost ukončila jeho námořní kariéru a očekávalo se od něj, že se více zapojí do politiky. Královna Viktorie stále považovala princeznu Marii za vhodnou kandidátku na sňatek s budoucím králem a přesvědčila Jiřího, aby Marii požádal o ruku. Jejich sňatek se konal 6. července 1893 v královské kapli St James's Palace. Jejich manželství bylo úspěšné a oba se navzájem respektovali.
Dvojice žila v malém domě v Norfolku, kde se jejich styl života podobal více životu příslušníků střední společenské třídy než životu členů královské rodiny. Jiří upřednostňoval, na rozdíl od svých rodičů, jednoduchý a klidný život. Byl známý filatelista a sehrál důležitou roli při vybudování královské filatelistické sbírky do úrovně nejrozsáhlejší sbírky známek na světě.
Jiří i jeho manželka plnili širokou škálu reprezentačních povinností členů královské rodiny. Po smrti královny Viktorie roku 1901 se Jiřího otec stal králem Eduardem VII. Téhož roku Jiří s Marií procestovali několik zemí Britského impéria. Navštívili Austrálii, kde Jiří zahájil první jednání australského parlamentu. Dalšími zastávkami byly země Jižní Afriky, Kanada a Nový Zéland.
9. listopadu 1901 byl Jiřímu udělen titul prince z Walesu a jeho otec, na rozdíl od přístupu královny Viktorie k němu samotnému, ho podporoval v přípravě na budoucí roli krále. Jiří tak měl např. přístup ke státním dokumentům.

## Vláda
6. května 1910 král Eduard VII. zemřel a Jiří po něm nastoupil trůn britského impéria. Korunovace královského páru se konala 22. června 1911 ve Westminsterském opatství. Oslavy korunovace byly pojaty jako oslava Britského impéria.
Později oba navštívili indické Dillí, kde se jako indický císař a císařovna účastnili slavnostního zasedání indických hodnostářů a princů. Při té příležitosti měl Jiří na hlavě nasazenu indickou císařskou korunu, která byla vytvořena speciálně pro tuto příležitost. Poté oba cestovali po Indii a on sám jako nadšený lovec využil příležitosti k lovu tygrů.

### První světová válka

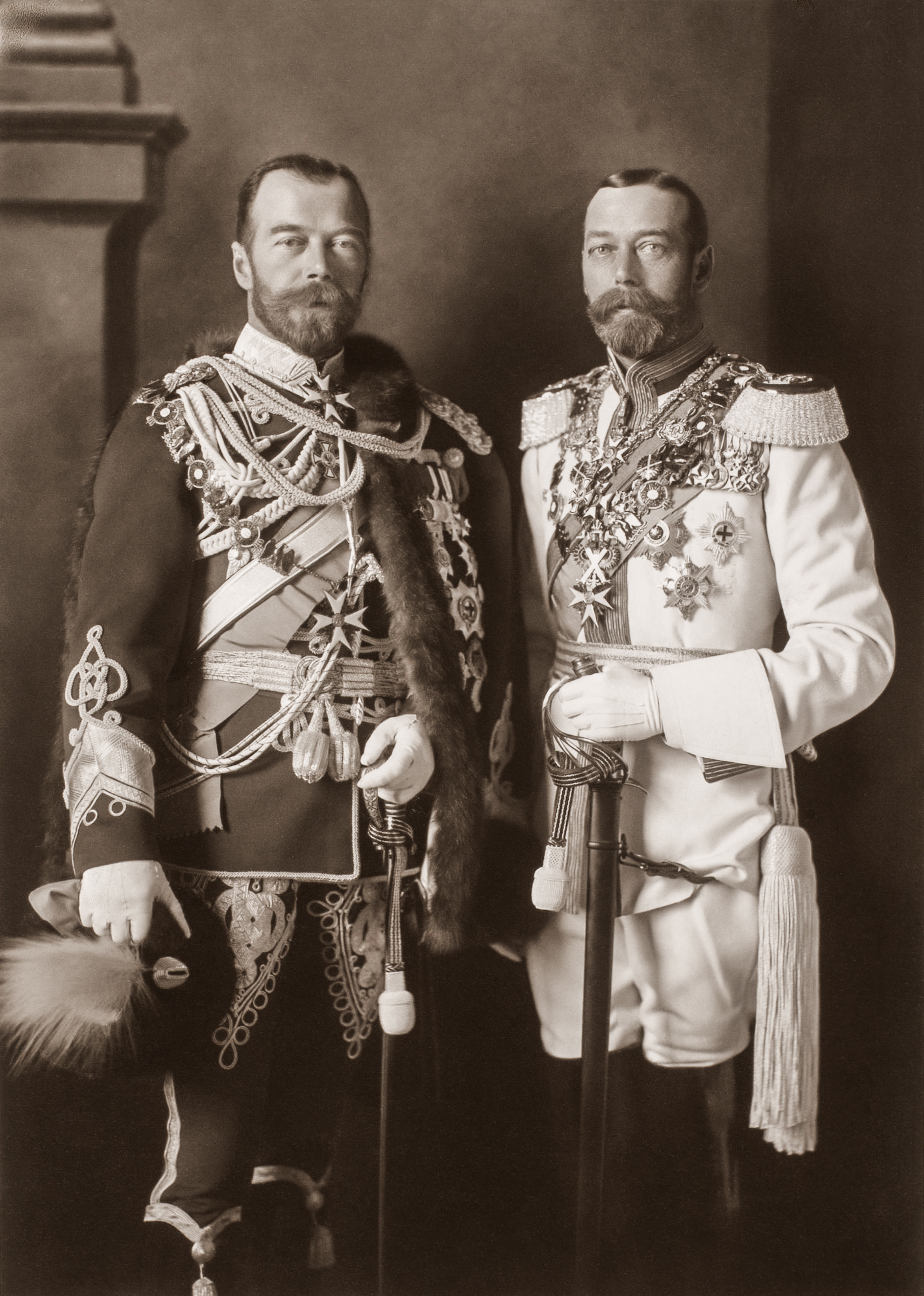
Jiří V. (vpravo) a Mikuláš II.

V letech 1914 až 1918 byla Británie ve válečném stavu s Německem. Přitom německý císař Vilém II., který pro Brity symbolizoval válečné hrůzy, byl Jiřího prvním bratrancem. Marie, ačkoli byla podobně jako její matka britského původu, byla zase dcerou vévody z Tecku, následníka německého královského rodu Württemberků.
17. července 1917 vydal Jiří nařízení, kterým změnil jméno královského rodu z původního německého Sachsen-Coburg-Gotha na Windsor, aby tak podpořil britské vlastenectví. Dále on a členové královské rodiny, kteří byli britskými občany, se zřekli používání německých titulů a převzali britská příjmení. Také prosadil, aby příbuzní královské rodiny bojující na německé straně byli zbaveni britských šlechtických titulů.
Když byl jeho bratranec, ruský car Mikuláš II. (s nímž Jiřího pojila i nápadná fyzická podoba) svržen Říjnovou revolucí, zvažovala britská vláda poskytnout jemu a jeho rodině azyl. Zhoršené životní podmínky britského obyvatelstva a obavy z toho, že by mohla být revoluce zavlečena i do Británie, však vedla krále Jiřího k přesvědčení, že by přítomnost Romanovců mohla být shledána nevhodnou. Britská tajná služba vypracovala plán na záchranu carské rodiny, ale sílící pozice bolševiků a zhoršující se podmínky války způsobily, že tyto plány nebyly realizovány, car zůstal zajat bolševiky a s celou nejbližší rodinou jimi byl roku 1918 zavražděn. Následující rok byla carova matka Marie Fjodorovna a jiní členové širší carské rodiny evakuováni z Krymu britskou lodí.

### Pozdní období

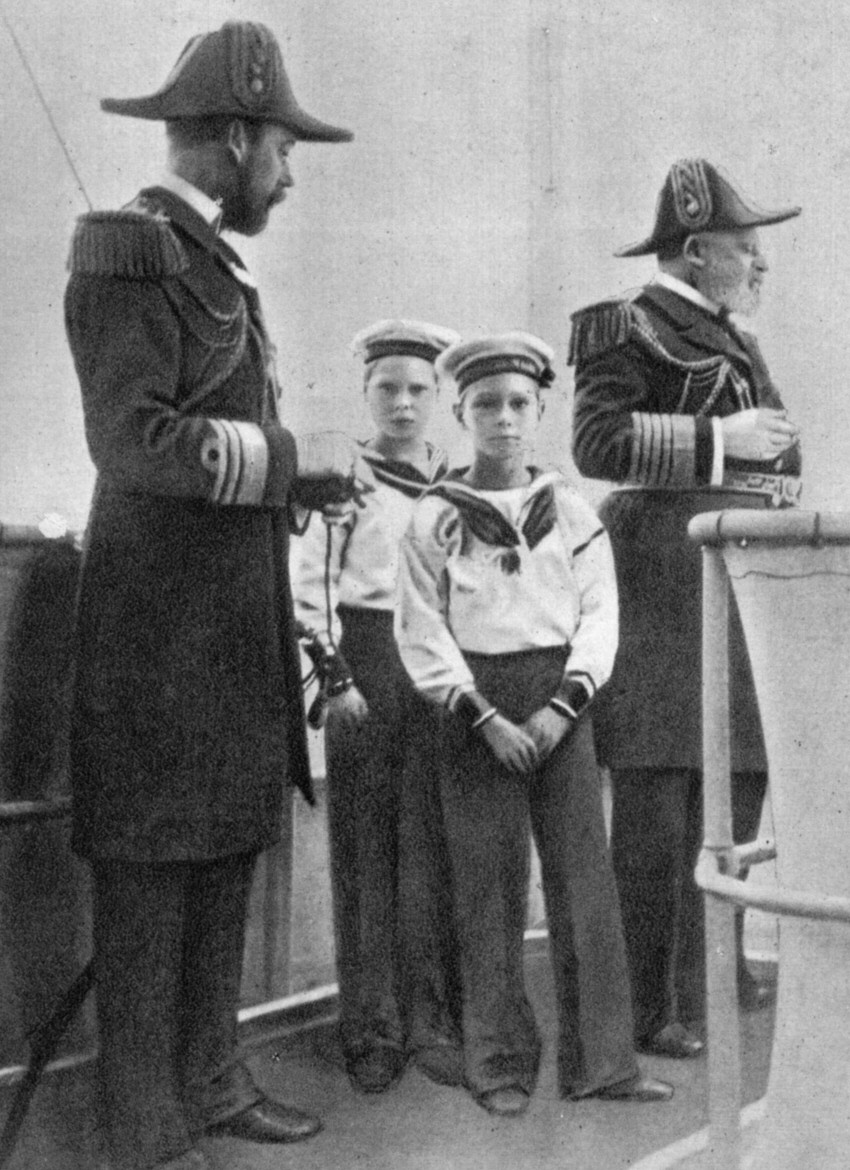
Eduard VII. (vpravo), jeho syn Jiří (vlevo) a jeho vnukové Eduard a Jiří

V průběhu první světové války a po ní byly svrženy mnohé evropské monarchie, jejichž příslušníci byli Jiřího příbuznými. Jiří se také zajímal o politické nepokoje v Irsku. V průběhu generální stávky roku 1926 vyjádřil znepokojení, že stávka je vedena revolucionáři, ale varoval vládu před použitím síly.
První světová válka poznamenala jeho zdraví a kouření tento stav dále zhoršovalo. Dlouho trpěl dýchacími problémy a záněty průdušek. Roku 1928 vážně onemocněl a po následující dva roky převzal jeho státní povinnosti jeho syn Eduard. Jiřího zdravotní stav se později sice zlepšil, ale úplně se už nezotavil nikdy. 20. ledna 1936 v Sandringham House zemřel.
Roku 1932 souhlasil s pronesením vánočního projevu v rozhlasu; tato akce se od té doby každý rok opakuje. Nebyl příznivcem této novoty, ale byl svým okolím přesvědčen, že to je to, co si občané přejí. Obával se nárůstu vlivu nacistické strany v Německu a vyzval britského velvyslance v Německu, aby činnost nacistů sledoval. Oslavy stříbrného výročí jeho nástupu na trůn byly demonstrací náklonnosti veřejnosti k jeho osobě, k oblíbenému králi.

## Potomci
- Eduard VIII. (23. června 1894 – 28. května 1972), král Velké Británie a Severního Irska, císař indický; po své abdikaci vévoda z Windsoru ∞ Wallis Simpson
- Albert (14. prosince 1895 – 6. února 1952), vévoda z Yorku, jako Jiří VI. král Velké Británie, Severního Irska a poslední císař indický, ∞ lady Elizabeth Bowes-Lyon
- Mary, hraběnka z Harewoodu, Princess Royal (25. dubna 1897 – 28. března 1965) ∞ hrabě Henry Lascelles, Earl of Harewood
- Henry, vévoda z Gloucesteru (31. března 1900 – 10. června 1974) ∞ lady Alice Montagu-Douglas-Scott,
- George, 1. vévoda z Kentu (20. prosince 1902 – 15. srpna 1942) ∞ princezna Marina Řecká a Dánská
- John (12. července 1905 – 18. ledna 1919), zemřel na epileptický záchvat

## Rodokmen
|         |                                                               |  |                                                              |                                        |  |  |  |  |  |  |  | František Sasko-Kobursko-Saalfeldský |
|         |                                                               |  |                                                              |                                        |  |  |  |  |  |  |  |                                      |
|         | Ernest I. Sasko-Kobursko-Gothajský                            |  |                                                              |                                        |  |  |  |  |  |  |  |                                      |
|         |                                                               |  |                                                              |                                        |  |  |  |  |  |  |  |                                      |
|         |                                                               |  |                                                              | Augusta Reuss Ebersdorf                |  |  |  |  |  |  |  |                                      |
|         |                                                               |  |                                                              |                                        |  |  |  |  |  |  |  |                                      |
|         | Albert Sasko-Kobursko-Gothajský                               |  |                                                              |                                        |  |  |  |  |  |  |  |                                      |
|         |                                                               |  |                                                              |                                        |  |  |  |  |  |  |  |                                      |
|         |                                                               |  |                                                              | Augustus Sasko-Gothajsko-Altenburský   |  |  |  |  |  |  |  |                                      |
|         |                                                               |  |                                                              |                                        |  |  |  |  |  |  |  |                                      |
|         | Luisa Sasko-Gothajsko-Altenburská                             |  |                                                              |                                        |  |  |  |  |  |  |  |                                      |
|         |                                                               |  |                                                              |                                        |  |  |  |  |  |  |  |                                      |
|         |                                                               |  |                                                              | Luisa Šarlota Meklenbursko-Zvěřínská   |  |  |  |  |  |  |  |                                      |
|         |                                                               |  |                                                              |                                        |  |  |  |  |  |  |  |                                      |
|         | Eduard VII.                                                   |  |                                                              |                                        |  |  |  |  |  |  |  |                                      |
|         |                                                               |  |                                                              |                                        |  |  |  |  |  |  |  |                                      |
|         |                                                               |  |                                                              | Jiří III.                              |  |  |  |  |  |  |  |                                      |
|         |                                                               |  |                                                              |                                        |  |  |  |  |  |  |  |                                      |
|         | Eduard August Hannoverský                                     |  |                                                              |                                        |  |  |  |  |  |  |  |                                      |
|         |                                                               |  |                                                              |                                        |  |  |  |  |  |  |  |                                      |
|         |                                                               |  |                                                              | Šarlota Meklenbursko-Střelická         |  |  |  |  |  |  |  |                                      |
|         |                                                               |  |                                                              |                                        |  |  |  |  |  |  |  |                                      |
|         | královna Viktorie                                             |  |                                                              |                                        |  |  |  |  |  |  |  |                                      |
|         |                                                               |  |                                                              |                                        |  |  |  |  |  |  |  |                                      |
|         |                                                               |  |                                                              | František Sasko-Kobursko-Saalfeldský   |  |  |  |  |  |  |  |                                      |
|         |                                                               |  |                                                              |                                        |  |  |  |  |  |  |  |                                      |
|         | Viktorie Sasko-Kobursko-Saalfeldská                           |  |                                                              |                                        |  |  |  |  |  |  |  |                                      |
|         |                                                               |  |                                                              |                                        |  |  |  |  |  |  |  |                                      |
|         |                                                               |  |                                                              | Augusta Reuss Ebersdorf                |  |  |  |  |  |  |  |                                      |
|         |                                                               |  |                                                              |                                        |  |  |  |  |  |  |  |                                      |
| Jiří V. |                                                               |  |                                                              |                                        |  |  |  |  |  |  |  |                                      |
|         |                                                               |  |                                                              |                                        |  |  |  |  |  |  |  |                                      |
|         |                                                               |  | Fridrich Karel Ludvík Šlesvicko-Holštýnsko-Sonderburský-Beck |                                        |  |  |  |  |  |  |  |                                      |
|         |                                                               |  |                                                              |                                        |  |  |  |  |  |  |  |                                      |
|         | Fridrich Vilém Šlesvicko-Holštýnsko-Sonderbursko-Glücksburský |  |                                                              |                                        |  |  |  |  |  |  |  |                                      |
|         |                                                               |  |                                                              |                                        |  |  |  |  |  |  |  |                                      |
|         |                                                               |  |                                                              | Frederika Schliebenská                 |  |  |  |  |  |  |  |                                      |
|         |                                                               |  |                                                              |                                        |  |  |  |  |  |  |  |                                      |
|         | Kristián IX.                                                  |  |                                                              |                                        |  |  |  |  |  |  |  |                                      |
|         |                                                               |  |                                                              |                                        |  |  |  |  |  |  |  |                                      |
|         |                                                               |  |                                                              | Karel Hesensko-Kasselský               |  |  |  |  |  |  |  |                                      |
|         |                                                               |  |                                                              |                                        |  |  |  |  |  |  |  |                                      |
|         | Luisa Karolina Hesensko-Kasselská                             |  |                                                              |                                        |  |  |  |  |  |  |  |                                      |
|         |                                                               |  |                                                              |                                        |  |  |  |  |  |  |  |                                      |
|         |                                                               |  |                                                              | Luisa Dánská a Norská                  |  |  |  |  |  |  |  |                                      |
|         |                                                               |  |                                                              |                                        |  |  |  |  |  |  |  |                                      |
|         | Alexandra Dánská                                              |  |                                                              |                                        |  |  |  |  |  |  |  |                                      |
|         |                                                               |  |                                                              |                                        |  |  |  |  |  |  |  |                                      |
|         |                                                               |  |                                                              | Fridrich Hesensko-Kasselský            |  |  |  |  |  |  |  |                                      |
|         |                                                               |  |                                                              |                                        |  |  |  |  |  |  |  |                                      |
|         | Vilém Hesensko-Kasselský                                      |  |                                                              |                                        |  |  |  |  |  |  |  |                                      |
|         |                                                               |  |                                                              |                                        |  |  |  |  |  |  |  |                                      |
|         |                                                               |  |                                                              | Karolina Nasavsko-Usingenská           |  |  |  |  |  |  |  |                                      |
|         |                                                               |  |                                                              |                                        |  |  |  |  |  |  |  |                                      |
|         | Luisa Hesensko-Kasselská                                      |  |                                                              |                                        |  |  |  |  |  |  |  |                                      |
|         |                                                               |  |                                                              |                                        |  |  |  |  |  |  |  |                                      |
|         |                                                               |  |                                                              | Frederik Dánský                        |  |  |  |  |  |  |  |                                      |
|         |                                                               |  |                                                              |                                        |  |  |  |  |  |  |  |                                      |
|         | Luisa Šarlota Dánská                                          |  |                                                              |                                        |  |  |  |  |  |  |  |                                      |
|         |                                                               |  |                                                              |                                        |  |  |  |  |  |  |  |                                      |
|         |                                                               |  |                                                              | Žofie Frederika Meklenbursko-Zvěřínská |  |  |  |  |  |  |  |                                      |
|         |                                                               |  |                                                              |                                        |  |  |  |  |  |  |  |                                      |